# Paul Okalik

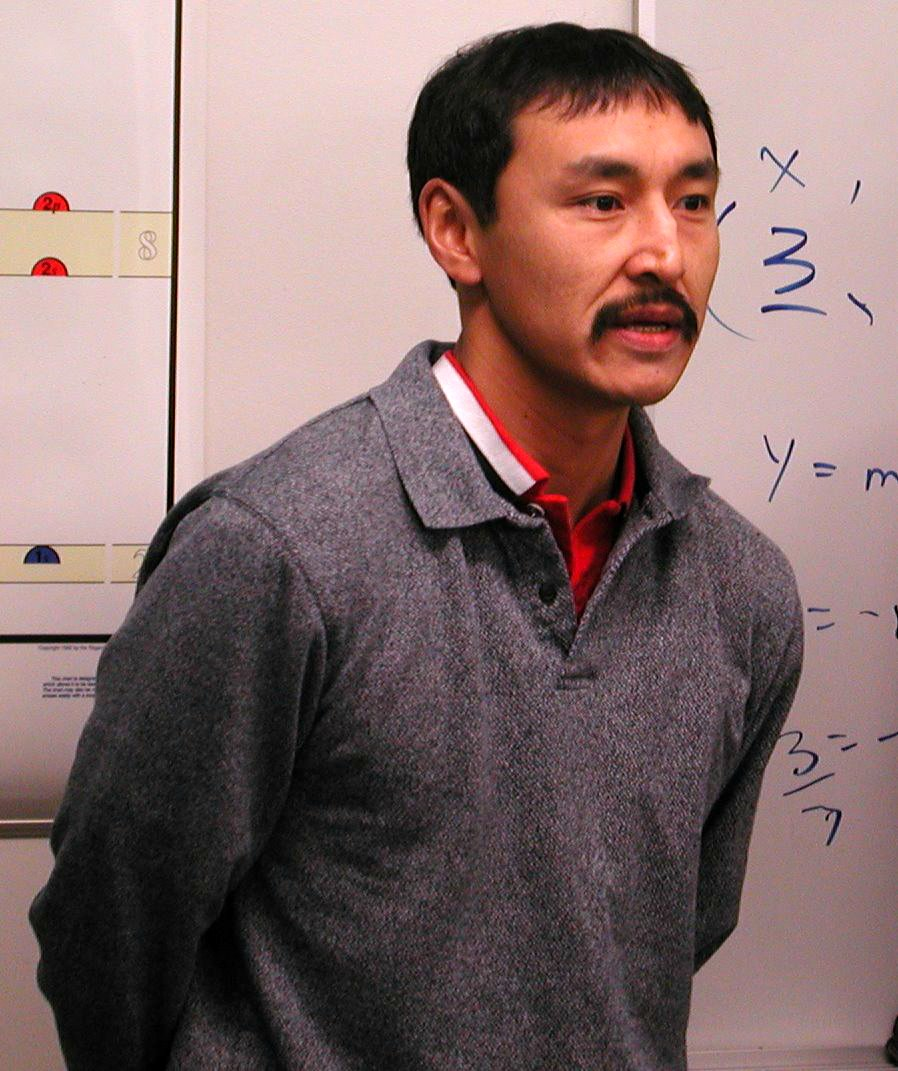
Paul Okalik während einer Rede vor Studenten der High School in Cambridge Bay, 2001

Paul Okalik (Inuktitut ᐹᓪ ᐅᑲᓕᖅ, * 26. Mai 1964 in Pangnirtung) war von 1999 bis 2008 erster Premierminister des kanadischen Territoriums Nunavut.
In den frühen 1980er Jahren war er als Assistent des Präsidenten von „Nunavut Tunngavik Incorporated“, des von den Inuit gebildeten Verbands zur Förderung von wirtschaftlicher, sozialer und kultureller Wohlfahrt der Inuit, an den Verhandlungen zur Erfüllung von Bodenansprüchen der Inuit an den Staat Kanada beteiligt (Unterzeichnung am 25. Mai 1993 durch Kanadas Premierminister Brian Mulroney und Paul Quassa, Präsident von Nunavut Tunngavik Incorporated).
Anfang der 1990er Jahre erwarb Okalik den akademischen Grad eines Bachelor of Arts (B. A.) für politische Wissenschaften und Kanadastudien an der Carleton University in Ottawa, danach den Grad eines Bachelor of Law (LL. B.) der Universität von Ottawa. 1999 wurde er als Anwalt zugelassen und damit erster Inuit-Rechtsanwalt der kanadischen Geschichte.
Am 15. Februar 1999 wurde Okalik für den Wahlbezirk Iqaluit-West als Abgeordneter in die erste Legislative Assembly of Nunavut (Abgeordnetenkammer) und am 5. März 1999 zum ersten Premierminister von Nunavut gewählt.
Am 5. März 2004 erfolgte seine Wiederwahl. Er wurde damit der erste zweimal gewählte Premier in einem nicht von Parteien bestimmten Regierungssystem, wie es für die kanadischen Territorien gültig ist. Zusätzlich zu seinem Amt als Premier leitete Okalik noch das Justizressort (Minister of Justice), das Ressort für Angelegenheiten der Ureinwohner (Minister Responsible for Aboriginal Affairs) sowie das Ressort für Angelegenheiten der Exekutive und der Beziehungen zu den Regierungen der anderen kanadischen Territorien und Provinzen wie auch der zirkumpolaren Welt (Minister of Executive and Intergovernmental Affairs).
Bei der am 27. Oktober 2008 erfolgten dritten Wahl der Legislative Assembly of Nunavut wurde Paul Okalik zwar als Abgeordneter wiedergewählt; bei der konstituierenden Sitzung am 14. November 2008 wurde an seiner Stelle jedoch Eva Aariak aus Iqaluit als Premier gewählt. Für eine Wahl zum Kabinettsmitglied kandidierte Okalik nicht.
Paul Okalik wurde am 18. Juni 2005 von der juristischen Fakultät der Carleton University in Ottawa die Ehrendoktorwürde verliehen.
Er hat drei Kinder (Shasta, Jordan und Béatrice). In seiner Freizeit widmet er sich dem Jagen, Fischen und Golfspielen.